# پروانه (رمان)
پروانه رمانی از محمد حجازی است که در سال ۱۳۳۲ منتشر و برندهٔ جایزه کتاب سال سلطنتی شد.